# Elephantomyia ceratocheiloides
Elephantomyia ceratocheiloides är en tvåvingeart som beskrevs av Alexander 1930. Elephantomyia ceratocheiloides ingår i släktet Elephantomyia och familjen småharkrankar.
Artens utbredningsområde är Sierra Leone. Inga underarter finns listade i Catalogue of Life.